# Liv (pigenavn)
Liv er et nordisk pigenavn. Det kommer af oldnordisk "hlíf", der betyder "dække", "beskyttelse" og især "skjold". Senere er det blevet associeret med det oldnordiske "líf", der betyder "liv". Omkring 1.300 danskere bærer navnet eller en variant ifølge Danmarks Statistik.
Navnedagen er i Norge 2. oktober og i Sverige 12. april.
Blandt varianterne af navnet ses Lif, Liff og Liw på dansk.

## Kendte personer med navnet
- Liv Hornekær, dansk fysiker.
- Liv Tyler, amerikansk skuespiller.
- Liv Ullmann, norsk skuespiller.

## Andre betydninger
Se også Liv (flertydig).